# Schönfelder Kreis
Der Schönfelder Kreis war ein nach dem Schloss Schönfeld bei Kassel benannter oppositioneller, der Romantik nahestehender Zirkel um die Kurfürstin Auguste (* 1780; † 1841), dessen politische Tendenz sich gegen ihren Mann, Kurfürst Wilhelm II. von Hessen-Kassel (* 1777; † 1847), richtete.

## Geschichte
Kurfürstin Auguste lebte seit 1806 von ihrem Mann getrennt – was 1815 mit einem Trennungsvertrag bestätigt wurde. Kurprinz Wilhelm lebte mit seiner Geliebten und späteren zweiten Ehefrau, Gräfin Emilie von Reichenbach-Lessonitz (* 1791; † 1843), in Kassel zusammen. Wilhelm II. war ein autokratischer Monarch, der den liberalen Wünschen des Bürgertums ablehnend gegenüberstand. Aus Teilen der Opposition bildete sich nach 1815 der Schönfelder Kreis, benannt nach dem damaligen Wohnsitz der Kurfürstin, dem Schloss Schönfeld bei Kassel.
Der Kreis war sozial und politisch recht heterogen zusammengesetzt. Er war sicher nicht radikal. Was ihn einte, war das gemeinsame kulturelle Interesse und die politische Ablehnung des Kurfürsten. Darüber hinaus gab es wenig Verbindendes. Die Heterogenität dieses Oppositionszirkels zeigt aber auch, wie breit die Opposition gegen Kurfürst Wilhelm II. sich durch alle Gesellschaftsschichten zog. Deshalb reichte allein schon die Existenz des Schönfelder Kreises aus, ihn für den Kurfürsten als gefährlich erscheinen zu lassen. Durch die Kurfürstin und die Rückendeckung von deren preußischer Verwandtschaft und den Kurprinzen erschien hier ausreichend politische Rückendeckung und durch die Beteiligung von Staatsbeamten und Offizieren ausreichend politisches Know-how vorhanden, um die Stellung des Kurfürsten zu gefährden. Als 1823 das Gerücht aufkam, Kurfürstin Auguste wolle sich mit Hilfe ihrer preußischen Verwandtschaft als Regentin für ihren Sohn installieren lassen und den Kurfürsten entmachten, versetzte Wilhelm II. die Mitglieder des Schönfelder Kreises, soweit sie Staatsbeamte und Offiziere waren, in die Provinz und schickte den Kurprinzen ins „Exil“ nach Marburg. Dies bedeutete das Ende des Schönfelder Kreises.
Viele Mitglieder des Schönfelder Kreises machten später, nachdem der Kurprinz 1831 die Regierungsgeschäfte faktisch übernommen hatte und Wilhelm II. ins Ausland gegangen war, schnell Karriere im Kurstaat.

## Mitglieder
Dem Kreis gehörten die führenden Intellektuellen von Kurhessen an. Dazu zählten neben der Kurfürstin
- Kurprinz Friedrich Wilhelm (* 1802; † 1875),
- die Militärs
  - Joseph von Radowitz (* 1797; † 1853), später Berater des Königs Friedrich Wilhelm IV. von Preußen und 1850 kurzfristig preußischer Außenminister,
  - Ferdinand von Eschwege (* 1790; † 1857),[1] Generalleutnant, Kommandeur der Garde du Corps,
  - Carl von Altenbockum (* 1786; † 1841), später Kommandeur der Leibgarde-Infanterie,
  - Wilhelm von Verschuer (* 1795; † 1837), später Flügeladjutant des Kurprinzen und ultrakonservativer Abgeordneter des Landtages,
  - Major Georg von Below, Erzieher des Kurprinzen,
- aus dem Bildungsbürgertum:
  - Karl Schomburg (* 1791; † 1841), Oberbürgermeister von Kassel,
  - Karl Carvacchi (* 1791; † 1869) Kaufmann und Farbenfabrikant, später kurhessischer Bevollmächtigter beim Deutschen Zollverein, 1831 Trauzeuge des Kurprinzen,
  - Ludwig Hassenpflug (* 1794; † 1862), später in Kurhessen führender revisionistischer Minister,
  - Jacob (* 1785; † 1863) und
  - Wilhelm Grimm (* 1786; † 1859), Schwäger von Hassenpflug und zu dieser Zeit Bibliothekare in Kassel,
- die Künstler
  - Johann Werner Henschel (* 1782; † 1850), Bildhauer,
  - Ludwig Hummel (* 1770; † 1840), Maler,
  - Julius Eugen Ruhl (* 1796; † 1871), Architekt und später erster Direktor der kurhessischen Staatseisenbahnen,
  - Ludwig Sigismund Ruhl, Direktor der Kasseler Gemäldegalerie,
- Karl Siegmund Waitz von Eschen (* 1795; † 1873), Kammerherr des Kurfürsten, später konservativer Wortführer im Landtag.

## Schönfelder Kreis (1992–2007)
Ebenfalls im Schloss Schönfeld war von 1992 bis 2007, unter der Leitung des Ost-West-Wissenschaftszentrum der Universität Kassel und in Zusammenarbeit mit dem Moskauer Büro der Friedrich-Ebert-Stiftung,  ein „Schönfelder Kreis“ tätig. Seit 1998 wurden dort Konferenzen von Russland-Experten und Multiplikatoren durchgeführt. Ihr Anliegen war es, die aktuelle Entwicklungstendenzen russischer Innen- und Außenpolitik zu diskutieren. Dazu luden sie Wissenschaftler, Politiker und Medienvertreter in das Schlösschen Schönfeld nach Kassel ein. Die Teilnehmer waren „entweder selbst aktiv an der Gestaltung des demokratischen Experiments aktiv, den Entwicklungsweg der russischen Gesellschaft und Politik kritisch kommentieren oder aber durch langjährige praktische Erfahrungen mit dem Land verbunden“.